# آکونک، کوتایک
آکونک (به ارمنی: Ակունք) روستایی در ارمنستان است که در استان کوتایک واقع شده‌است. آکونک در ۴۲ کیلومتری جنوبغرب هرازدان، مرکز استان کوتایک واقع شده است.

## خصوصیات
آکونک ۱٬۹۴۱ نفر جمعیت دارد و در ارتفاع ۱۴۵۰ متر  بالاتر از سطح دریا قرار گرفته است.
| سال   | ۱۸۳۱ | ۱۸۹۷ | ۱۹۲۶  | ۱۹۳۹ | ۱۹۵۹ | ۱۹۷۰  | ۱۹۷۹  | ۱۹۸۹  | ۲۰۰۱  | ۲۰۰۴  |
| جمعیت | ۹    | ۸۲۷  | ۱٬۰۴۸ | ۹۸۵  | ۹۳۲  | ۱٬۱۹۰ | ۱٬۳۹۲ | ۱٬۷۲۵ | ۱٬۹۱۴ | ۱٬۹۵۷ |

## جاذبه‌های تاریخی

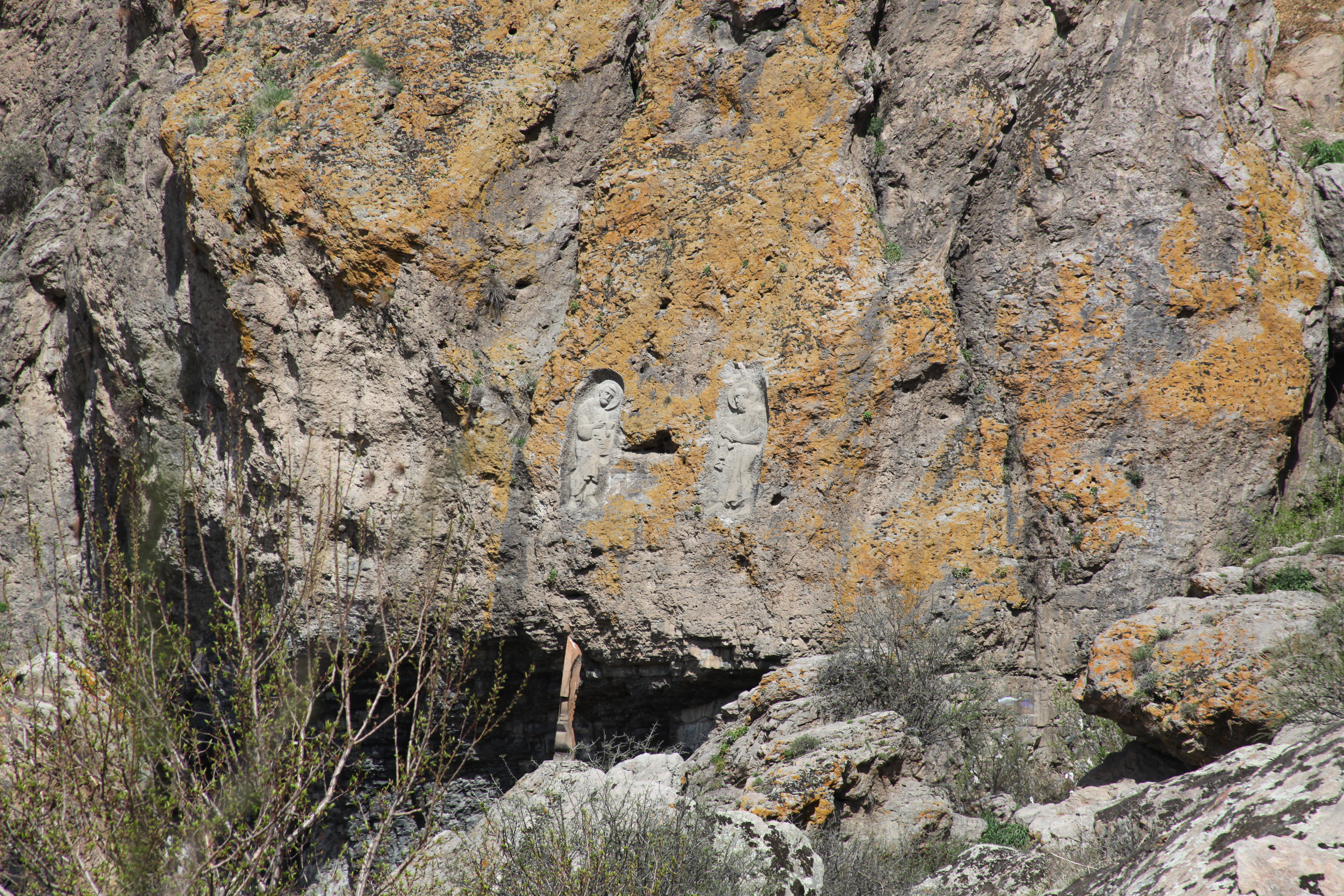
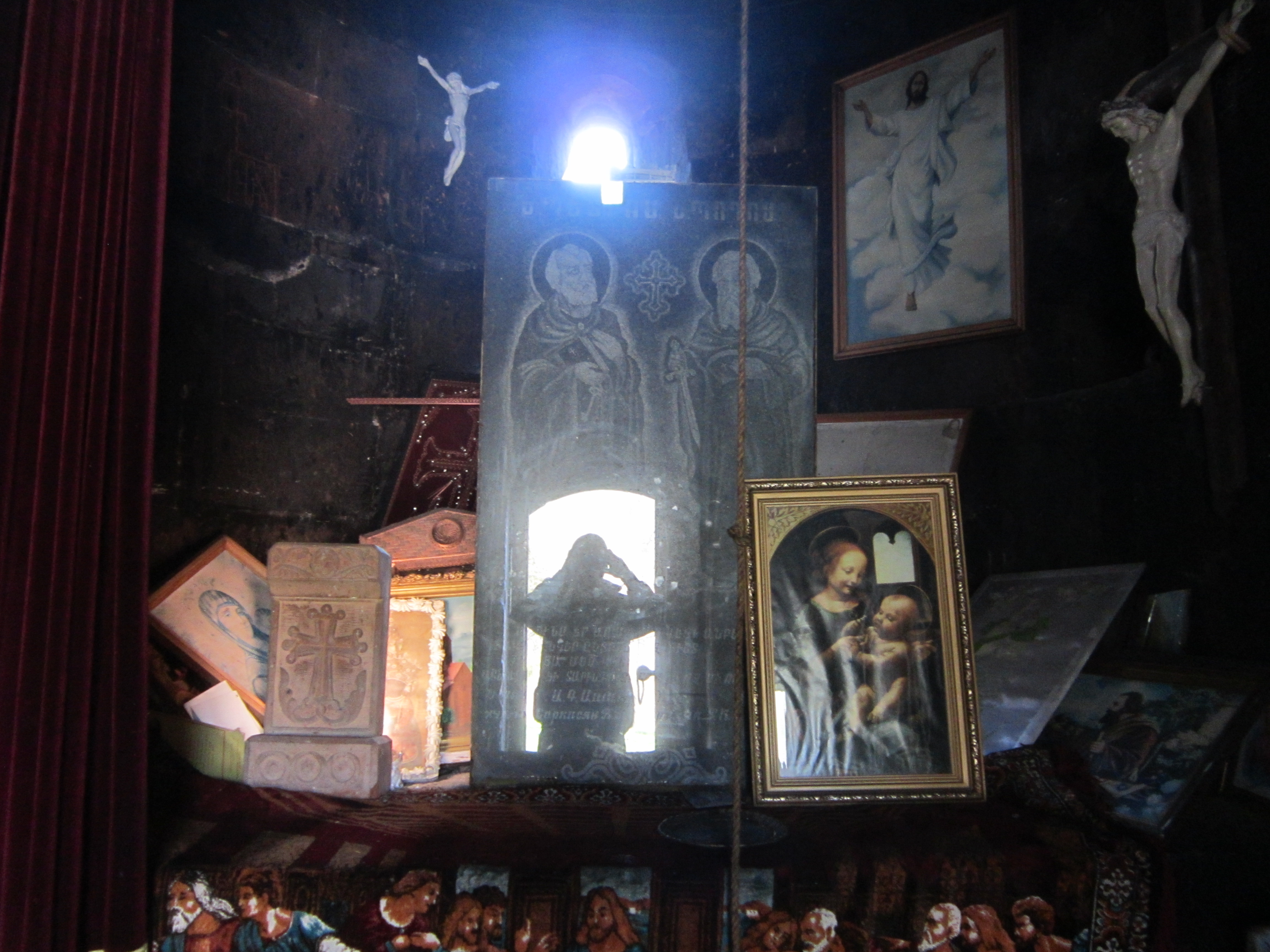